# 埃斯坦西亞 (新墨西哥州)
埃斯坦西亞（英語：Estancia）是一個位於美國新墨西哥州托蘭斯縣的市鎮。同時該地也是托蘭斯縣的縣治。

## 地方資料
埃斯坦西亞的座標為34°45′37″N 106°03′39″W / 34.76028°N 106.06083°W，而該地的海拔高度為1862米（即6109英尺）。根據2020年美國人口普查，該地共人口1242人，而該地的面積約為16.10平方千米。